# Orthocladius calvus
Orthocladius calvus är en tvåvingeart som beskrevs av Pinder 1985. Orthocladius calvus ingår i släktet Orthocladius och familjen fjädermyggor. Inga underarter finns listade i Catalogue of Life.